# Karpaz Mittelmeer Universität
Die Karpaz Mittelmeer Universität (türkisch Akdeniz Karpaz Üniversitesi, englisch University of Mediterranean Karpasia, Abk. UMK) ist eine staatlich anerkannte Privatuniversität in Nord-Nikosia in der Türkischen Republik Nordzypern mit den Schwerpunkten in Business Administration, Rechts- und Sozialwissenschaften sowie Tourismus- und Hotelmanagement.